# Carlos Salazar
Carlos Salazar – wenezuelski bokser, brązowy medalista Igrzysk Panamerykańskich z roku 1983. W półfinale igrzysk przegrał z reprezentantem USA Evanderem Holyfieldem, przegrywając z nim przed czasem w drugiej rundzie.